# Parsayenpet d'Armènia
Parsayenpet fou marzban d'Armènia del 613 al 616. Sebeos l'esmenta amb el nom de Perseanpet Parschenazdat i diu: Al lloc de Chahrayenpet va venir [com marzpan] a la vila capital de Dvin Parseanpet Parchenazdat; després Namgarun Chonazp; després Chahraplakan, que va lliurar una batalla a Pèrsia i fou victoriós; després Tchrotch Vehan, que va perseguir a l'emperador Heracli a Armènia fins a l'Asorestan, fins al dia que va morir, ell i tot el seu exèrcit, en una gran batalla lliurada a Nínive»
Fou vers el 613 quan el nou emperador romà d'Orient, Heracli, d'origen armeni, va enviar una expedició sota el comandament del general Philippicos que va entrar a l'Airarat i va acampar davant Vagharxapat però es va retirar en arribar un exèrcit persa.
La lluita principal entre perses i bizantins no es lliurava ara a Armènia. El 614 els perses van ocupar Jerusalem i van bloquejar Constantinoble. Armènia va restar tranquil·la.
El 615 va morir el patriarca Abraham I d'Albathank i fou elegit Komitas d'Alshkn o Altsits, bisbe de Taron.
El 616 el va succeir Namdar-Gushnasp.